# Københavns Hovedbanegård
 "Hovedbanegården" omdirigeres hertil. For andre betydninger af Hovedbanegården, se Hovedbanegård.
Københavns Hovedbanegård eller København H (i København kaldet Hovedbanegården eller Hovedbanen) er den største jernbanestation i København. Stationen betjener alle fjerntogs- og de fleste regionalforbindelser på Sjælland samt seks ud af de syv S-togslinjer. København H er også navnet på en metrostation ved hovedbanegården.
Stationen benyttes dagligt af 41.500 S-togs- og 62.100 fjerntogspassagerer, i alt 103.600 togpassagerer per dag. Stationen er landets passagermæssigt næststørste jernbanestation (efter Nørreport Station med 147.000 daglige passagerer).
Københavns første banegård åbnede 26. juni 1847 og lå vinkelret på den nuværende med udkørsel ad den nuværende Sønder Boulevard. Den anden banegård åbnede i 1864 på modsatte side af Vesterbrogade, omtrent hvor Hammerichsgade og Palads Teatret ligger nu og havde udkørsel langs med Gyldenløvesgade over søerne. Den tredje og nuværende hovedbanegård er tegnet af Heinrich Wenck og åbnede 1. december 1911.
I Danmark er to banegårde stadig benævnt hovedbanegård. Den anden er Århus H.

## Historie

### Københavns første banegård
Den nuværende Københavns Hovedbanegård er Københavns tredje banegård. Den første beskedne station blev åbnet, da Det Sjællandske Jernbaneselskab opførte jernbanen mellem København og Roskilde, der var den første jernbanestrækning i Kongeriget Danmark. Stationen blev åbnet under behørig festivitas af Kong Christian 8. den 26. juni 1847 sammen med jernbanelinjen, der blev forlænget til Korsør i 1856. I forbindelse med indvielsen skrev komponisten H.C. Lumbye det senere så berømte musikstykke Københavns jernbanedampgalop, der sammen med to andre galopper af Lumbye blev en del af Kulturkanonen i 2006.
Stationen blev opført i Dronningens Enghave, en tidligere kongelig lysthave, der lå uden for Københavns Volde lige uden for byporten Vesterport. Den lå placeret omtrent hvor afgangshallen ligger i dag, men sporene var vinkelrette på deres retning i dag, idet banelinjen gik ad nuværende Halmtorvet og Sønder Boulevard. Stationen var en enkel bygning i træ i én etage på en meget høj grundmuret kælderetage, da den lå indenfor den såkaldte demarkationslinje foran voldene, hvor murede bygninger ikke var tilladt, og alle bygninger i princippet hurtigt skulle kunne fjernes i tilfælde af militære trusler mod København.
Denne banegård og den stadigt eksisterende Roskilde station (der blev opført i mursten) knyttes begge til en stort set ukendt arkitekt ved navn L.F. Meyer (eller Meier), men andre mener at bygningen kan tilskrives arkitekten H.C. Stilling, da der er stærke ligheder mellem banegården og Stillings rutsjebane i Tivoli. Begge bygninger er præget af italiensk landlig arkitektur, og Stilling var en af de mest velbevandrede arkitekter i denne italienske stil, ligesom han havde indsigt i træbyggeri fra sine opgaver i Tivoli. For begge stationsbygningers vedkommende er et motiv med to tårne uden spir en central del af kompositionen (tårnene på Roskilde Station var kronet af en balustrade indtil 1873, hvor de blev dækket af pyramidetag).
Den første banegård blev revet ned i 1865.

### Københavns anden banegård
I 1860'erne var der flere planer for at udbygge jernbanenettet og især at sammenknyttet en nordgående linje med den vestgående. Indenrigsminister Orla Lehmann forsøgte sig med et forslag om at anlægge en ny station tæt ved den gamle Nørreport, men forslaget blev opgivet på grund af modstand fra Rigsdagen. Det endte med, at man besluttede sig for at opføre Københavns anden banegård ikke langt fra den første, men med en helt ændret linjeføring ud af byen. Første spadestik blev taget i 1863, og banegården blev åbnet i 1864. Her i det stadig landlige område fik jernbanedirektør Viggo Rothe også en direktørvilla. Den nye banegård betjente også Klampenborgbanen og Nordbanen, der var åbnet året før.
Banegården blev tegnet af J.D. Herholdt i den rundbuestil, der nu holdt sit indtog i arkitekturen. Vilhelm Tvede var hans konduktør og tegnede selv et par bygninger på området. Træbuekonstruktionen blev tegnet af tømrermester Johan Vilhelm Unmack. Efter at voldene og demarkationsterrænet var opgivet i 1856, kunne banegården opføres i røde mursten. Den nye banegård bestod af to 25 fag lange bygninger, der var forbundet med en rundbuet trækonstruktion kronet af et stort skifertag. Hallen havde to perronspor, den ene side til ankommende og den anden til afgående tog, samt midterspor beregnet til at rangere lokomotivet tilbage. Rundbuestilen blev en model for jernbanebyggeriet i resten af 1800-tallet, hvor jernbanearkitekten N.P.C. Holsøe næsten aldrig afveg fra stilen.
Banegårdens bygning lå omtrent, hvor Palads-biografen og Axelborg i dag ligger, men var en del af et større sporterræn. Med tiden blev det svært at afvikle trafikken med de oprindelige to perronspor. Den nordgående trafik blev flyttet til en separat nordbanegård, senere også en Holte- og en Klampenborgbanegård. De forskellige stationer, godsbanegården, remiser og drejeskive fyldte omtrent området som i dag ligger mellem Axeltorv, Gyldenløvesgade og Vester Søgade. Afgangssiden lå ved det nuværende Axeltorv. I denne side var der kontorer, rejsegodsekspedition og ventesale. Ventesalene var opdelt i 1. og 2. samt 3. klasse. Længere henne var der kongeventesalen og derefter toiletter. Da trafikkens omfang steg, blev der tilføjet en særlig godsekspeditionsbygning.
I 1887 skete en betydelig udbygning med bl.a. en separat station kaldet Klampenborgstationen. Alligevel blev det vanskeligt at se en fremtid for stationsområdet, dels fordi den var anlagt som sækstation, dels på grund af banernes videre rute over Frederiksberg og Nørrebro. De to baner gik på en dæmning over Skt. Jørgens Sø ved siden af Gyldenløvesgade. Vest for søerne delte sporene sig mod vest via Frederiksberg og Vigerslev til Roskilde og mod nord via Nørrebro og Hellerup, hvorfra nordbanen fortsatte til Hillerød-Helsingør. Klampenborgbanen havde separate tog fra København via Nørrebro-Hellerup med meget stor trafik om sommeren, men togene blev i 1897 flyttet til Østerport station, da banen blev forlænget til Helsingør som kystbanen. På vej ud af byen krydsede banerne mange gader i niveau. Togtrafikken var stigende, og det var vejtrafikken også på det stærkt voksende Nørrebro, med store gener for trafikken når bommene var nede.
Herholdts banegård blev taget ud af brug 1. december 1911. Den blev derpå brugt som varmestue for husvilde i 1912, men så lejede filmmanden Constantin Philipsen bygningen. Han fik muret endebuerne til og indrettede biografen Palads Teatret i den tidligere banegård. I 1916 måtte bygningen dog rives ned, da anlæggelsen af Boulevardbanen nærmede sig Vesterbro. I stedet købte Philipsen det tilbageværende grundstykke og opførte den stadig eksisterende biografbygning ved Axeltorv.
Den store træbuekonstruktion er bevaret, idet den blev genbrugt i Aarhus Stadionhal i Aarhus, opført 1916-18 af Axel Høeg-Hansen. Det er blevet fremført, at buerne ligeledes fandt vej til Aarhus Godsbanegård, men dette er ikke korrekt, idet Godsbanegårdens lagerhaller (af Heinrich Wenck og Thorvald Engqvist) har en helt anden buekonstruktion, et Hetzer-træbuesystem fra 1920.

## Den nuværende hovedbanegård
For at løse problemerne med Københavns jernbaneforbindelser blev det i 1904 besluttet at bygge en ny banegård, omtrent på stedet for den første station. Den nye banegård skulle være en gennemkørselsstation, hvor sporene til de vestgående linjer skulle føre mod syd fra den nye banegård og derefter dreje vestpå ud af byen langs med Ingerslevsgade mod Valby. De nordgående linjer skulle føre nordpå fra den nye banegård gennem den nedgravede Boulevardbane og gennem Østerport station. Boulevardbanen, der var ingeniøren Holger Hammerichs idé, åbnede først i 1917.

Den nuværende banegård blev indviet 30. november 1911, hvor bl.a kronprins Christian (X) og trafikminister Thomas C. Larsen holdt taler. Kronprins Christian udtalte blandt andet: 
| Citat | Den vil sikkert staa som et monumentalt Minde om dansk Bygningskunst i Begyndelsen af det 20de Aarhundrede. Idet jeg udtaler Ønsket om, at vor ny Banegaard må knytte forbindelsen fastere mellem Hovedstaden og Landet og mellem Danmark og Udlandet, erklærer jeg Kjøbenhavns Banegaard for aabnet! | Citat |
|       | |       |

 Dagen efter, den 1. december, afgik indvielsestoget fra banegården.
Den er tegnet af Statsbanernes overarkitekt Heinrich Wenck, der bl.a. også har tegnet Østerport Station. Han havde som konduktør Einar Ambt, der var søn af DSBs generaldirektør Charles Ambt. Banegården havde en svær fødsel. Wenck havde i årene 1898-1902 udarbejdet flere forslag til en ny banegårdsbygning i flere etager, der dog blev forkastet af Rigsdagen for at være unødigt overdådige. I de fleste af disse forslag havde Wenck foreslået en kombineret banegård og administrationsbygning for Statsbanerne, som ikke blev realiseret. DSB's generaldidrektorat havde i mange år til huse i Sølvgades Kaserne, indtil det i 2013 flyttede til Høje Taastrup. Hovedbanegårdens indre er af sparehensyn heller ikke så rigt dekoreret som Wencks tidligere arbejder. Ikke desto mindre hører banegården med sit materialevalg til blandt Europas mest unikke.
Stilmæssigt har den en del til fælles med f.eks. Københavns Rådhus som er opført i samme periode. De fremtrædende materialer er mursten, skifer og granit, og der er tilføjet et væld af dekorationsdetaljer. Inspireret af Herholdts banegård anvendte Wenck også en træbuekonstruktion både i de to afgangs- og ankomsthaller og i de 6 bueslag over perronerne. Det var formentlig i lige så høj grad et stilistisk valg, eftersom Wenck sjældent anvendte støbejern. Hele banegårdens fundament, kælderetage samt platformen, der bærer banegårdspladsen, er dog udført i jernbeton. Billedhuggeren Jens Lund stod for de 10 figurer af sandsten på hovedfacaden forestillende folketyper i nationaldragter (1910).
Stationen er opført med 6 perroner for publikum. Der er yderligere 5 lave bagageperroner samt på ydersiden af spor 1 (nærmest Tivoli) findes en tjenesteperron bl.a. med adgang til de kongelige ventesale, og på ydersiden af spor 12 findes en høj bagageperron. De 12 perronspor er gennemgående fra det store baneterræn i syd og videre ud til boulevardbanestrækningen. Trapperne fra perronerne til Tietgensbroen er opført i hhv. 1977 (fjerntogsperronerne) og 1971 (S-togs-perronerne). Førhen skete billetkontrol ved adgangen til perronen, hvorfor det var uhensigtsmæssigt med flere adgangsveje. I forbindelse med Øresundsbanen tilkom spor 26 på den anden side af Tietgensbroen, som ikke opfattes som en optimal løsning. Der findes planer for forskellige udvidelser, f.eks. nye underjordiske perrronspor.
Spor 9-12 var oprindelig forbeholdt lokaltog, i dag S-tog. De blev først taget i brug 1. oktober 1921 sammen med åbningen af de sidste to af Boulevardbanens fire spor. Frem til 1934 blev perronen på ydersiden af spor 12 brugt for ankommende tog, der skulle tømmes for passagerer. Det var også i dette år, at S-togene kom til.
Oprindeligt var den nuværende banegårdshal opdelt i hhv. en afgangshal nærmest Banegårdspladsen og en ankomsthal nærmest perronerne. Denne adskillelse af ankommende og afrejsende passagerer stod helt centralt i Wencks projekt. Disse haller var adskilt af en "ø" med lokaler, hvor der bl.a. skete ekspedition af rejsegods – frem til 1940'erne var det almindeligt at medbringe store mængder bagage. Adgang til perronerne fra afgangshallen skete via trapper nærmest bagageøen, der førte ned til underjordiske ventesale, hvorfra der var udgang til perronen. Nogle af disse trapper er blevet genåbnet i de seneste år. Der var ikke gennemgang mellem ankomst- og afgangshallerne for publikum før 1934, hvor der blev skabt to brede passager. Langs afgangshallens indervægge mod nord, ud til banegårdspladsen, fandtes et antal ventesale for hhv. 1., 2. og 3. klasse og kiosker udført i træ. Den sidste af disse kiosker forsvandt ved ombygningen i 1994 (se nedenfor). Hovedindgangen og vestibulen er også placeret mod nord i det store tårn med pyramidetag og kobberspir. Dette hvælvede rum har en vindrose med angivelser af verdenshjørnerne i loftet, der er forbundet med vindfløjen og viser vindretningen. I de to flankerende siderum var der billetsalg fra båse udsmykket med rigt træskærerarbejde.
Wencks bygning er et gesamtkunstwerk, hvor arkitekten har tegnet alle detaljer; lige fra de bornholmske klinker, bænke, de store lysekroner, som der oprindeligt hang 12 stykker af (2 er opsat i hallen, 2 andre findes på Østerport Station), kioskerne, skilte i smedejern med sirlig skrift, dørhåndtag og -skilte i messing med DSB-logo og glasmalerierne med byvåben fra danske byer.
Perronhallerne er et kapitel for sig, for oprindelig ville Wenck have ét stort tag over perronerne, men det bekostelige forslag blev sparet væk af Rigsdagen under opførelsen. På et tidspunkt så det ud til, at der slet ikke ville komme perrontage, men midt under byggeriet blev der så alligevel bevilget penge til overdækninger. Politikernes vægelsind betød, at tagene ikke kunne støde helt op til hovedbygningen, der var færdigopført, og at Wenck måtte lave en lappeløsning med små tage imellem perrontagene og banegårdsbygningen.
Langs Bernstorffsgade (dengang Tivoligade) findes en lang fløj, der afbrydes af banegårdens to gavle og sideindgangen. I den nordlige bygning nærmest Hotel Plaza findes hovedbanegårdens restaurant, mens bygningen mod syd er en administrationsfløj, der også rummer den kongelige ventesal. Denne bygning blev i 1919-21 forlænget af Wenck og hans efterfølger, K.T. Seest. Den forlængede del har ikke samme grad af udsmykning som resten af bygningen.
Først på et sent tidspunkt blev det besluttet at anlægge en perrontunnel, som ville gøre det lettere at skifte tog. Derfor måtte perronerne brydes helt op igen og en tunnel konstrueres. Længere ude ad perronerne findes der også en tunnel, der forbandt banegården med Centralpostbygningen og blev brugt af postvæsenet.

### Vurderinger
Heinrich Wenck selv udtalte om sit værk, at han havde udformet bygningen, så den skulle være "passende for Danmark – for vort Lands Forhold og dets Karakter – saaledes, at det sidste Indtryk, som bortdragende Danske fik, var samme, som mødte de ankommende Fremmede: – Noget dansk."

Op til åbningen af hovedbanegården i 1911 bragte Illustreret Tidende et temanummer om den nye hovedbanegård. I dette nummer skrev forfatteren Johannes V. Jensen en artikel om den nye banegård, "Det ny København": 
| Citat | For 16-17 Aar siden, da jeg første Gang som forskrækket Student rullede ind paa Københavns Banegaard, var det den gamle skumle Længe, som jo er i Brug endnu, men dødsdømt – . Lige over for paa den anden Side af Gaden rejser sig den ny, ikke køn, men ny, rummelig og lys, topmoderne, og den skal være Porten ind til København for Fremtidens smaa Studenter. Bare de ogsaa vilde forandre sig lidt!" | Citat |
|       | |       |

Kort før åbningen bragte Illustreret Tidende endnu en artikel om banegården. Den var skrevet af arkitekt Carl Schiøtz og illustreret med fotografier af Julie Laurberg & Gad. Schiøtz var ikke særlig kritisk over for banegårdsbygningen, men fældede i stedet en hård dom over de urolige og uplanlagte omgivelser. Dog var han ikke begejstret for de mange forskellige materialer anvendt på hovedfacaden.
Arkitekten Carl Petersen kritiserede især den rumlige virkning i banegårdsbygningen. Han satte pris på de to haller, men fandt bl.a., at det høje, hvælvede rum under tårnet afledte opmærksomheden fra hallerne som den egentlige attraktion i bygningen:
| Citat | En Bygning som Københavns Hovedbanegaard har i Forsiden sin naturlige monumentale Udstrækning i Længden, den lange forholdsvis lave Facade, og ovenover den meget betydelige Tagflade. Det er et Fejlgreb, at Virkningen heraf brutalt er slaaet i Stykker med det altfor voldsomme Midtparti, som skærer baade Facaden og Taget i to Dele. Tilmed er samtidig en værdifuld Modsætning i det Indre gaaet tabt. Naar man kom ude fra det fri, burde Fornemmelsen af Rumstørrelsen i Forhallen bringes ned i et for Interiører normalt Forhold, derved at Hallen var forholdsvis lav, saaledes, at man, idet man traadte ud i den store Hal blev slaaet af denne enorme Udstrækning i alle Retninger paa en befriende Maade. I Stedet derfor har allerede Forhallen nu en Højde, som konkurrerer med den store Hal. Paa Nyrops Raadhus er Størrelsesmodsætningen mellem Forhallen og Raadhushallen derimod afpasset saaledes, at den sidstes Udstrækninger virker frapperende, til Trods for at det drejer sig om langt beskednere Dimensioner end paa Banegaarden. | Citat |
|       | |       |

### Senere ombygninger
I 1935 indrettedes nærtrafikkens ventesal, der var blevet overflødiggjort efter introduktionen af 20-minuttersdrift med S-banen, som biograf under navnet Den vide Verden. Biografen blev et sandt tilløbsstykke og eksisterede frem til 1971, hvor fjernsynets fremkomst gjorde biografen urentabel.
I 1950'erne blev der installeret et stort antal automater, hvor man kunne købe alverdens ting. Den stigende turisme i denne periode gav tillige anledning til opsætning af en del neonreklamer.
I årene 1978-1994 gennemgik Københavns Hovedbanegård en større ombygning ved Dissing + Weitling. Her blev hallerne slået sammen ved fjernelse af rejsegodsøen, og perronnedgangene fra den tidligere afgangshal og de tilhørende ventesale blev sløjfet. Der blev etableret rulletrapper og elevatorer ned til alle perroner. De første rulletrapper var dog allerede i 1954 blevet installeret ved nedgangen til S-togs-perronerne.
Stationsbygningerne blev fredet i 1983.
Den 21. marts 1986 blev banegården ramt af en brand, der gik ud over perronhallerne og de elektriske installationer over S-togssporene. De ramte bueslag blev hurtigt rekonstrueret. Skaderne beløb sig til 25 mio. kr. En senere og ubetydelig brand i et skur med gasflasker i 2001 førte ikke til skader på bygningen.
I 1994 blev Hovedbanegårdens ShoppingCenter etableret som fælles navn for de ca. 40 butikker, der ligger i banegårdshallen i fire nye sorte bygninger tegnet af PLH Arkitekter. Fælles for butikkerne er længere åbningstider, ligesom en overvejende del af butikkerne forhandler fødevarer, eks. McDonald's, Sunset Boulevard og Kort & Godt. Andre butikker er Forex og Matas.
I 2004 påbegyndtes en større renovering og modernisering, der blev færdiggjort i 2008. Renoveringen og moderniseringen, varetaget af Gottlieb Paludan Architects, omfattede bl.a. en renovering af perrontagene, sænkning af perronerne ved spor 3–6 til international standard samt en forlængelse af disse ind under banegårdshallen.

### Modeljernbaneanlæg
Siden 1967 har der været opsat modeljernbaneanlæg på Hovedbanegården, hvor folk kan få tog til at køre nogle omgange ved putte mønter i en automat. Det første var et 3 x 6 m stort U-formet anlæg, der blev lavet af teatermalerne Melchior Hansen og Juel Berg. I den højre side var der en større dansk by med en havn, i midten en station med et landområde bagved og i venstre side et bjerglandskab. Næsten alle husene var selvbyggede uden direkte forbilleder men med en del lighed med både kendte og typiske danske bygninger. Anlægget blev befaret af fire tog på hver sin ringbane. Vedligeholdelsen blev foretaget af personale fra det såkaldte Lampisteriet på Hovedbanegården. Til at begynde med stod anlægget mellem nedgangene til perron 3 og 4 (spor 5/6 og 7/8), men det blev flyttet flere gange for til sidst at stå i vestibulen ved Banegårdspladsen i en årrække. Det skete dog flere gange, at møntautomaterne blev brudt op, og at de beskyttende ruder omkring anlægget blev smadret. Også vedligeholdelsen kneb det efterhånden med.
I 1994 bestilte anlæggets ejer Danmarks Jernbanemuseum så et nyt hos Kolding Modeljernbaneklub. Det blev udformet som et 5 x 2,06 m stort dansk-tysk anlæg med lidt by og en station i det ene hjørne, et landområde i midten og et bjerglandskab i den anden ende. To tog kørte rundt på en ottetalsformet dobbeltsporet bane, et tredje kørte frem og tilbage på en sidebane, og et fjerde kørte op og ned på en bjergbane. Der blev lagt vægt på, at anlægget så vidt muligt kunne passe sig selv, idet togene dog måtte skiftes ud, efterhånden som de blev slidt op. Det første anlæg blev til gengæld flyttet til museet i Odense, der gav det en gennemgribende renovering. Fra 1999 og i en årrække frem indgik det så i udstillingen der.
Det andet anlæg stod i hallen i enden mod Reventlowsgade. Ligesom sin forgænger var det til glæde for børnene, og det indbragte ligeledes penge til velgørende formål. Men det blev også udsat for gentagne forsøg på at få fat på mønterne, hvortil kom henved 20 års slid. I 2013 blev det derfor fjernet og hugget op. I stedet byggede fem entusiaster et nyt anlæg med med et sydsjællandsk provinslandskab. Dette tredje og nuværende anlæg blev indviet 30. juni 2014 og med samme placering. Det er opbygget med en dobbeltsporet rundbane med en model af Næstved Station på den ene side, med lidt by bagved og en havnebane foran. En sidebane fører om til Holme-Olstrup Station på den anden side, hvor den dobbeltsporede bane desuden er ført over en model af broen over Suså ved Vrangstrup. Derudover er der lidt skov og landområder på anlægget.

### Metrostation
29. september 2019 åbnede Metro Cityringen med stop på Københavns Hovedbanegård. Stationen er etableret som underjordisk metrostation, og er placeret i Stampesgade sydvest for den nuværende hovedbanegård. Metrostationen blev i 2020 forbundet med jernbanestationen via en underjordisk transfertunnel. Desuden har metrostationen hovedtrappe på Stampesgade ud imod Colbjørnsensgade. (55°40′16.52″N 12°33′47.32″Ø / 55.6712556°N 12.5631444°Ø)
Ledningsarbejderne og de arkæologiske udgravninger begyndte i 2011, mens selve udgravningen til stationen begyndte i 2013.
Det forventes at Hovedbanegården vil blive udgangspunkt for en metrolinje til Sydhavnen og Valby.

#### Stationens udformning
Stationen er som de øvrige metrostationer på cityringen, hvorfra man kan skifte til S-tog beklædt med røde keramiske plader, som reference til de røde S-tog.[kilde mangler]
Hovedtrappen er placeret ud mod Halmtorvet, mens der også er en bagtrappe i Reventlowsgade. Desuden er der en underjordisk gangforbindelse mellem hovedbanegårdens gamle perrontunnel i overgang til den nye M3 metrostation, som åbnede i foråret 2020.
Stampesgade er nu lukket permanent for biltrafik; dog er der fastholdt en dobbeltrettet cykelsti på pladsen. Endvidere er Colbjørnsensgade gjort blind ved pladsen. Bilister, der kører ad Colbjørnsensgade kan dog dreje til højre ad Halmtorvet ud til rundkørslen, hvorfra de kan fortsætte ad den modsatte side af Halmtorvet og derefter dreje tilbage ned ad Colbjørnsensgade.[kilde mangler]
Cykelparkering er udført både i Halmtorvsenden og i Reventlowsgade-enden af stationspladsen. Endvidere er der i den ende, der vender ud mod Halmtorvet opført en "byhave" med bænke og træer.

## Fremtiden
Fjerntogsdelen af Københavns Hovedbanegård har en kapacitet på 17 tog i timen vestfra. I forbindelse med forslag til udbygning af infrastrukturen i og omkring København, har behovet for en udvidelse af kapaciteten flere gange været nævnt. F.eks. anbefalede Infrastrukturkommissionen på længere sigt at undersøge en udvidelse nærmere. Følgende forslag til anlæg, der vil forøge kapaciteten, har været undersøgt:
- Etablering af to nye perronspor sydvest for Tietgensbroen mellem nuværende spor 4 og 5.
- Etablering af fire nye perronspor i niveau med Tietgensbroen på et betondæk over nuværende spor.
- Etablering af fire nye perronspor under Bernstorffsgade mellem Tietgensgade og Vesterbrogade.
- Etablering af en satellitbanegård ved Dybbølsbro Station.
- Etablering af fjerntogsterminal i Ørestad på arealet mellem Field's og den eksisterende station.
- Udvidelse af Ørestad Station med to ekstra perronspor og mulighed for togvending.
- Udvidelse af strækningen fra og med Ørestad Station til og med Kastrup med to ekstra perronspor.

Blandt disse muligheder har de tre første løsninger i form af en udvidelse Hovedbanegården den fordel, at der er bedst forbindelse til bus, metro og S-banen. En løsning ved Dybbølsbro er mere at foretrække for bilisterne. De tre sidste løsningerne ved Ørestaden har gode forbindelser til Metroen og Københavns Lufthavn.
Det kan også afhjælpe at udvide kapaciteten i f.eks. Høje Taastrup, men denne løsning var DSB´s tidligere direktør Søren Eriksen dog ikke meget for.
Udbygningen er især relevant, da København-Ringsted banen er valgt til udvidelse af kapaciteten mellem København og Ringsted. Hvis 5. sporsløsningen derimod var valgt, bliver der ikke behov for mere end 17 tog i timen fra vest. Fra øst vokser togtrafikken over Øresund, og Øresundsbro Konsortiet udtalte i 2008, at der i løbet af få år vil være behov for, at togene over broen kørte hvert femte minut, hvilket vil give kapacitetsproblemer på Københavns Hovedbanegård.
Trafikstyrelsen er i gang med at undersøge mulighederne for kapacitetsudvidelse og skal rapportere fra det arbejde i løbet af 2011 og 2012.

## Antal rejsende
Ifølge Østtællingen var udviklingen i antallet af dagligt afrejsende med fjerntog:
| År   | Antal  | År   | Antal  | År   | Antal  | År   | Antal  |
| ---- | ------ | ---- | ------ | ---- | ------ | ---- | ------ |
| 1984 | 16.742 | 1993 | 15.102 | 2000 | 26.841 | 2005 | 23.553 |
| 1987 | 17.975 | 1995 | 14.653 | 2001 | 22.831 | 2006 | 28.942 |
| 1990 | 16.169 | 1996 | 14.728 | 2002 | 21.674 | 2007 | 24.481 |
| 1991 | 16.059 | 1997 | 16.999 | 2003 | 21.908 | 2008 | 24.120 |
| 1992 | 14.550 | 1998 | 18.974 | 2004 | 23.410 |      |        |

Ifølge Østtællingen var udviklingen i antallet af dagligt afrejsende med S-tog:
| År   | Antal  | År   | Antal  | År   | Antal  | År   | Antal  |
| ---- | ------ | ---- | ------ | ---- | ------ | ---- | ------ |
| 1957 | 15.984 | 1974 | 17.711 | 1991 | 22.771 | 2001 | 27.394 |
| 1960 | 14.359 | 1975 | 15.797 | 1992 | 23.167 | 2002 | 25.502 |
| 1962 | 15.604 | 1977 | 14.855 | 1993 | 22.825 | 2003 | 24.858 |
| 1964 | 14.892 | 1979 | 20.228 | 1995 | 24.371 | 2004 | 23.648 |
| 1966 | 16.390 | 1981 | 23.689 | 1996 | 25.739 | 2005 | 23.931 |
| 1968 | 17.176 | 1984 | 24.612 | 1997 | 25.801 | 2006 | 24.905 |
| 1970 | 17.904 | 1987 | 24.833 | 1998 | 25.977 | 2007 | 22.201 |
| 1972 | 18.060 | 1990 | 23.316 | 2000 | 29.150 | 2008 | 21.666 |

### Statistikker
- Statistisk Årbog for København og Frederiksberg samt Hovedstadsregionen 1992; København 1992; s. 143 Arkiveret 31. august 2017 hos  Wayback Machine
- Statistisk Årbog for København og Frederiksberg samt Hovedstadsregionen 1996; København 1996; s. 132 Arkiveret 31. august 2017 hos  Wayback Machine
- Københavns Statistiske Årbog 2001; København 2001; s. 131 Arkiveret 31. august 2017 hos  Wayback Machine
- Københavns Statistiske Årbog 2004; København 2004; s. 125 Arkiveret 31. august 2017 hos  Wayback Machine
- Østtælling 2007 DSB og DSB S-tog
- Østtælling 2008 DSB og DSB S-tog; s. 19